# Lista de maiores empresas da Rússia
A Rússia tem uma economia mista de alta renda  com propriedade estatal em áreas estratégicas da economia. As reformas de mercado na década de 1990 privatizaram grande parte da indústria e agricultura russas, com notáveis exceções a esta privatização ocorrendo nos setores relacionados com a energia e a defesa.

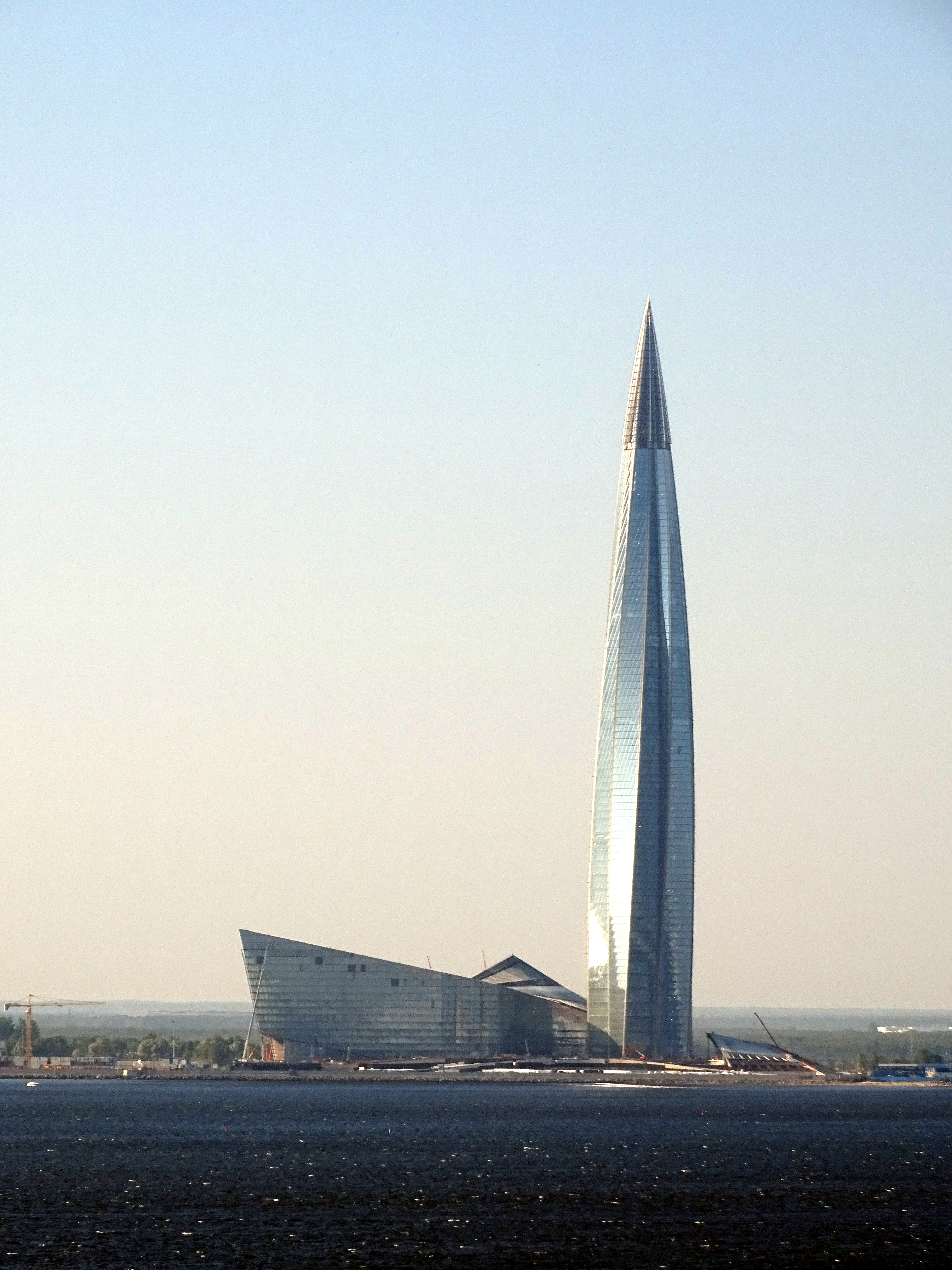
A sede da Gazprom fica no Lakhta Center, em São Petersburgo. A Gazprom é a maior empresa da Rússia.

A vasta geografia da Rússia é um determinante importante da sua atividade econômica, com algumas fontes a estimar que a Rússia contém mais de 30 por cento dos recursos naturais do mundo.    O Banco Mundial estima o valor total dos recursos naturais da Rússia em 75 trilhões de dólares.   A Rússia depende das receitas energéticas para impulsionar a maior parte do seu crescimento. A Rússia tem uma abundância de petróleo, gás natural e metais preciosos, que constituem uma parte importante das exportações da Rússia. Desde 2012 o setor de petróleo e gás foi responsável por 16% do PIB, 52% das receitas orçamentárias federais e mais de 70% do total das exportações.  

## Maiores empresas
| Classificação | Nome                                        | Indústria                      | Receita (bilhões de dólares) | Sede               | Ref(s) |
| ------------- | ------------------------------------------- | ------------------------------ | ---------------------------- | ------------------ | ------ |
| 1             | Gazprom                                     | Óleo e gás natural             | 112.2                        | St Petersburg      | [ 9 ]  |
| 2             | Lukoil                                      | Óleo e gás natural             | 93.84                        | Moscow             | [ 9 ]  |
| 3             | Rosneft                                     | Óleo e gás natural             | 86.21                        | Moscow             | [ 9 ]  |
| 4             | Sberbank                                    | Finanças                       | 53.7                         | Moscow             | [ 9 ]  |
| 5             | Russian Railways                            | Transporte                     | 38.6                         | Moscow             | [ 9 ]  |
| —             | Rostec                                      | investimentos                  | 27.24                        | Moscow             | [ 9 ]  |
| 6             | VTB Bank                                    | Finanças                       | 22.8                         | Moscow             | [ 9 ]  |
| 7             | X5 Group                                    | Comércio                       | 22.2                         | Moscow             | [ 9 ]  |
| 8             | Surgutneftegas                              | Óleo e gás natural             | 19.81                        | Surgut             | [ 9 ]  |
| 9             | Magnit                                      | Comércio                       | 19.59                        | Krasnodar          | [ 9 ]  |
| 10            | Rosseti                                     | Power engineering              | 16.25                        | Moscow             | [ 9 ]  |
| 11            | Inter RAO                                   | Power engineering              | 15.72                        | Moscow             | [ 9 ]  |
| 12            | Transneft                                   | Óleo e gás natural             | 14.64                        | Moscow             | [ 9 ]  |
| 13            | Rosatom                                     | Indústria atômica              | 19.65                        | Moscow             | [ 9 ]  |
| —             | Sistema                                     | investimentos                  | 12.08                        | Moscow             | [ 9 ]  |
| 14            | Tatneft                                     | Óleo e gás natural             | 11.67                        | Almetyevsk         | [ 9 ]  |
| 15            | ru                                          | Distribution                   | 11.24                        | Moscow             | [ 9 ]  |
| 16            | Gazprombank                                 | Finanças                       | 10.92                        | Moscow             | [ 9 ]  |
| 17            | Evraz                                       | Metais e mineração             | 10.83                        | Moscow             | [ 9 ]  |
| 18            | Novolipetsk Steel                           | Metais e mineração             | 10.06                        | Moscow             | [ 9 ]  |
| 19            | Novatek                                     | Óleo e gás natural             | 9.99                         | Moscow             | [ 9 ]  |
| 20            | Sibur                                       | Chemistry and petrochemistry   | 9.99                         | Moscow             | [ 9 ]  |
| 21            | Rusal                                       | Metais e mineração             | 9.98                         | Moscow             | [ 9 ]  |
| 22            | Norilsk Nickel                              | Metais e mineração             | 9.2                          | Moscow             | [ 9 ]  |
| 23            | Aeroflot                                    | Transporte                     | 9.14                         | Moscow             | [ 9 ]  |
| 24            | Severstal                                   | Metais e mineração             | 7.85                         | Cherepovets        | [ 9 ]  |
| 25            | United Aircraft Corporation                 | Defense and machine building   | 7.75                         | Moscow             | [ 9 ]  |
| 26            | Mobile TeleSystems                          | Telecommunications             | 7.59                         | Moscow             | [ 9 ]  |
| 27            | Magnitogorsk Iron and Steel Works           | Metais e mineração             | 7.54                         | Magnitogorsk       | [ 9 ]  |
| 28            | Ural Mining and Metallurgical Company       | Metais e mineração             | 7.13                         | Verkhnyaya Pyshma  | [ 9 ]  |
| 29            | RusHydro                                    | Power engineering              | 6.53                         | Moscow             | [ 9 ]  |
| 30            | MegaFon                                     | Telecommunications             | 6.39                         | Moscow             | [ 9 ]  |
| 31            | Lenta                                       | Comércio                       | 6.26                         | St. Petersburg     | [ 9 ]  |
| 32            | Metalloinvest                               | Metais e mineração             | 6.24                         | Moscow             | [ 9 ]  |
| 33            | Stroygazmontazh                             | Construction of infrastructure | 6.2                          | Moscow             | [ 9 ]  |
| 34            | T Plus                                      | Power engineering              | 6.08                         | Krasnogorsk        | [ 9 ]  |
| 35            | VimpelCom                                   | Telecommunications             | 5.84                         | Moscow             | [ 9 ]  |
| 36            | SUEK                                        | Metais e mineração             | 5.69                         | Moscow             | [ 9 ]  |
| 37            | United Shipbuilding Corporation             | Defense and machine building   | 5.59                         | Moscow             | [ 9 ]  |
| 38            | Sakhalin Energy                             | Óleo e gás natural             | 5.4                          | Yuzhno-Sakhalinsk  | [ 9 ]  |
| 39            | Rostelecom                                  | Telecommunications             | 5.23                         | Moscow             | [ 9 ]  |
| 40            | Alfa-Bank                                   | Finanças                       | 5.12                         | Moscow             | [ 9 ]  |
| 41            | Otkritie Holding                            | Finanças                       | 5.12                         | Moscow             | [ 9 ]  |
| 42            | Mechel                                      | Metais e mineração             | 5.12                         | Moscow             | [ 9 ]  |
| 43            | Vnesheconombank                             | Finanças                       | 5.12                         | Moscow             | [ 9 ]  |
| —             | Auchan Russia                               | Comércio                       | 5.04                         | France             | [ 9 ]  |
| —             | Japan Tobacco International Russia          | Álcool e tabaco                | 4.95                         | Japan              | [ 9 ]  |
| 44            | EuroChem                                    | Chemistry and petrochemistry   | 4.87                         | Moscow             | [ 9 ]  |
| 45            | DIXY                                        | Comércio                       | 4.85                         | Moscow             | [ 9 ]  |
| —             | Philip Morris Sales and Marketing Russia    | Álcool e tabaco                | 4.73                         | United States      | [ 9 ]  |
| 46            | Alrosa                                      | Metais e mineração             | 4.71                         | Moscow             | [ 9 ]  |
| 47            | Rosselkhozbank                              | Finanças                       | 4.61                         | Moscow             | [ 9 ]  |
| 48            | Protek                                      | Farmacêutica                   | 4.42                         | Moscow             | [ 9 ]  |
| 49            | OAO TMK                                     | Metais e mineração             | 4.39                         | Moscow             | [ 9 ]  |
| 50            | Russian Helicopters                         | Defense and machine building   | 4.25                         | Moscow             | [ 9 ]  |
| 51            | ru                                          | Power engineering              | 4.18                         | Moscow             | [ 9 ]  |
| 52            | ru                                          | Farmacêutica                   | 4.17                         | Khimki             | [ 9 ]  |
| 53            | Slavneft                                    | Óleo e gás natural             | 4.13                         | Moscow             | [ 9 ]  |
| 54            | United Engine Corporation                   | Defense and machine building   | 4.03                         | Moscow             | [ 9 ]  |
| —             | Metro Cash & Carry Russia                   | Comércio                       | 3.98                         | Germany            | [ 9 ]  |
| —             | Leroy Merlin Russia                         | Comércio                       | 3.89                         | France             | [ 9 ]  |
| 55            | AvtoVAZ                                     | Carros                         | 3.87                         | Tolyatti           | [ 9 ]  |
| 56            | ru                                          | Óleo e gás natural             | 3.77                         | Moscow             | [ 9 ]  |
| 57            | Merlion                                     | Distribution                   | 3.77                         | Krasnogorsk        | [ 9 ]  |
| 58            | Avtotor                                     | Carros                         | 3.7                          | Moscow             | [ 9 ]  |
| 59            | Tactical Missiles Corporation               | Defense and machine building   | 3.62                         | Korolyov           | [ 9 ]  |
| 60            | Red&amp;White                               | Comércio                       | 3.6                          | Chelyabinsk        | [ 9 ]  |
| 61            | Mostotrest                                  | Construction of infrastructure | 3.57                         | Moscow             | [ 9 ]  |
| —             | MUMT (British American Tobacco)             | Álcool e tabaco                | 3.45                         | United Kingdom     | [ 9 ]  |
| 62            | M.video                                     | Comércio                       | 3.39                         | Moscow             | [ 9 ]  |
| 63            | ru                                          | Comércio                       | 3.39                         | Vladivostok        | [ 9 ]  |
| 64            | PhosAgro                                    | Chemistry and petrochemistry   | 3.1                          | Moscow             | [ 9 ]  |
| 65            | Rolf Group                                  | Carros                         | 3.09                         | Moscow             | [ 9 ]  |
| 66            | ru                                          | Comércio                       | 3.03                         | Moscow             | [ 9 ]  |
| 67            | Independent Óleo e gás natural Company      | Óleo e gás natural             | 3.03                         | Moscow             | [ 9 ]  |
| 68            | PIK Group                                   | Construtora                    | 3                            | Moscow             | [ 9 ]  |
| 69            | ru                                          | Power engineering              | 2.97                         | Moscow             | [ 9 ]  |
| 70            | Russian Post                                | Postal services                | 2.95                         | Moscow             | [ 9 ]  |
| 71            | Nizhnekamskneftekhim                        | Chemistry and petrochemistry   | 2.88                         | Nizhnekamsk        | [ 9 ]  |
| 72            | ru                                          | Power engineering              | 2.85                         | Moscow             | [ 9 ]  |
| 73            | ru                                          | Metais e mineração             | 2.85                         | Moscow             | [ 9 ]  |
| 74            | GAZ Group                                   | Carros                         | 2.83                         | Nizhny Novgorod    | [ 9 ]  |
| 75            | Tashir                                      | Construtora                    | 2.81                         | Moscow             | [ 9 ]  |
| 76            | ru                                          | Distribution                   | 2.78                         | Moscow             | [ 9 ]  |
| 77            | ru                                          | Information Technology         | 2.76                         | Moscow             | [ 9 ]  |
| 78            | Uralkali                                    | Chemistry and petrochemistry   | 2.76                         | Moscow             | [ 9 ]  |
| 79            | ru                                          | Óleo e gás natural             | 2.73                         | Nizhnekamsk        | [ 9 ]  |
| 80            | Polyus                                      | Metais e mineração             | 2.73                         | Moscow             | [ 9 ]  |
| 81            | United Company Eurobusiness Euroset         | Comércio                       | 2.71                         | Moscow             | [ 9 ]  |
| 82            | Chelyabinsk Pipe Rolling Plant              | Metais e mineração             | 2.71                         | Chelyabinsk        | [ 9 ]  |
| 83            | Sodrugestvo                                 | Agriculture and Food           | 2.67                         | Svetly             | [ 9 ]  |
| 84            | SOGAZ                                       | Finanças                       | 2.67                         | Moscow             | [ 9 ]  |
| 85            | KamAZ                                       | Carros                         | 2.67                         | Naberezhnye Chelny | [ 9 ]  |
| 86            | Transmashholding                            | Defense and machine building   | 2.67                         | Moscow             | [ 9 ]  |
| 87            | StroyTransNefteGaz (formerly Stroytransgaz) | Construction of infrastructure | 2.64                         | St. Petersburg     | [ 9 ]  |
| 88            | ru                                          | Farmacêutica                   | 2.57                         | Khimki             | [ 9 ]  |
| 89            | Zarubezhneft                                | Óleo e gás natural             | 2.54                         | Moscow             | [ 9 ]  |
| 90            | Arktikgaz                                   | Óleo e gás natural             | 2.52                         | Novy Urengoy       | [ 9 ]  |
| 91            | Tomskneft                                   | Óleo e gás natural             | 2.45                         | Strezhevoy         | [ 9 ]  |
| 92            | UCL Holding                                 | Transporte                     | 2.45                         | Moscow             | [ 9 ]  |
| 93            | Credit Bank of Moscow                       | Finanças                       | 2.43                         | Moscow             | [ 9 ]  |
| 94            | LSR Group                                   | Construtora                    | 2.37                         | St. Petersburg     | [ 9 ]  |
| 95            | ru                                          | Construtora                    | 2.35                         | Moscow             | [ 9 ]  |
| 96            | ru                                          | Carros                         | 2.33                         | Moscow             | [ 9 ]  |
| 97            | ForteInvest                                 | Óleo e gás natural             | 2.3                          | Moscow             | [ 9 ]  |
| 98            | Irkutsk Oil Company                         | Óleo e gás natural             | 2.26                         | Irkutsk            | [ 9 ]  |
| 99            | Uralvagonzavod                              | Defense and machine building   | 2.23                         | Nizhny Tagil       | [ 9 ]  |
| 100           | RussNeft                                    | Óleo e gás natural             | 2.21                         | Moscow             | [ 9 ]  |